# Reno (Nevada)
 For alternative betydninger, se Reno. (Se også artikler, som begynder med Reno)
Reno er en by i Nevada, (USA)med 264.165(2020) indbyggere og er dermed den tredjestørste i staten efter Las Vegas og Henderson. Byen er den næstmest populære spilleby i Nevada efter Las Vegas. Reno er endvidere kendt som skilsmisseby, modsat Las Vegas, der er kendt for sine mange vielser. Begge på grund af statens lempelige skilsmisse- og vielseslove.